# Edificio Matarazzo
L'Edificio Matarazzo (noto anche come Palazzo dell'Anhangabaú) è un edificio storico di San Paolo del Brasile e si trova nella Vale do Anhangabaú (Valle dell'Anhangabaú), vicino al Viaduto do Chá (Viadotto del Te).

## Storia
L'edificio, costruito tra il 1938 e il 1939, venne progettato dall'architetto italiano Marcello Piacentini per conto dell'imprenditore Francisco Matarazzo Júnior e ospitò per diversi anni la sede delle sue industrie.
L'edificio servì come sede delle Indústrias Reunidas Fábricas Matarazzo dalla sua inaugurazione sino al 1974, anno in cui venne venduto al Gruppo Audi; dal 2004 è sede della municipalità di San Paolo del Brasile.

## Descrizione
L'edificio, alto 46 metri, presenta uno stile razionalista dall'impianto neoclassico semplificato, sviluppato dal Piacentini e largamente utilizzato in Italia negli anni 30. È celebre per la sua grande terrazza verde situata all'ultimo piano, ed è dotato di un'elisuperficie.

## Galleria d'immagini

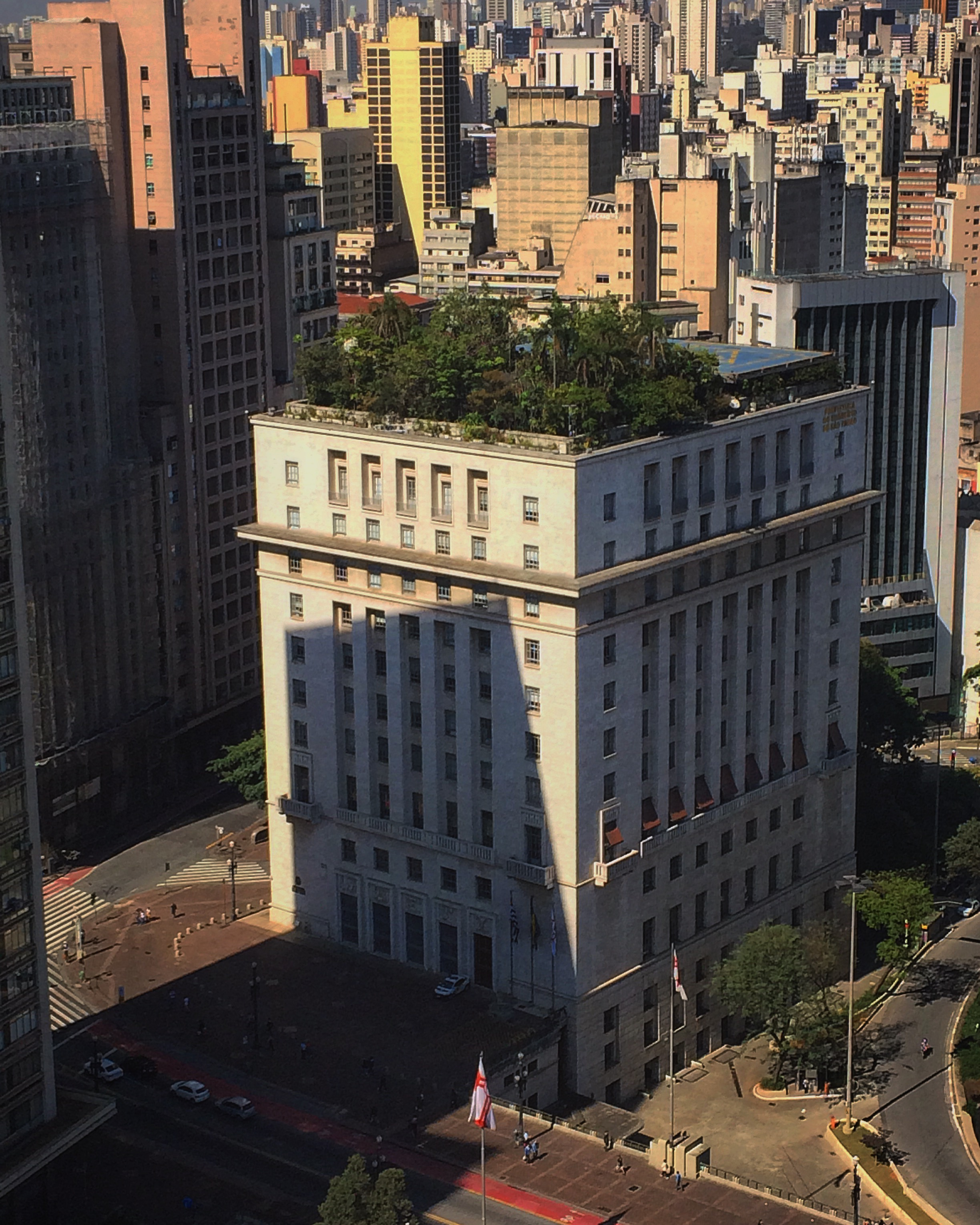
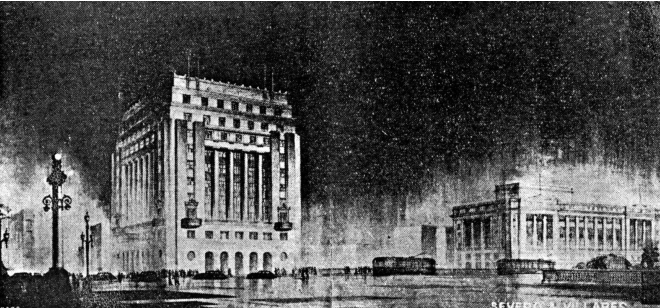
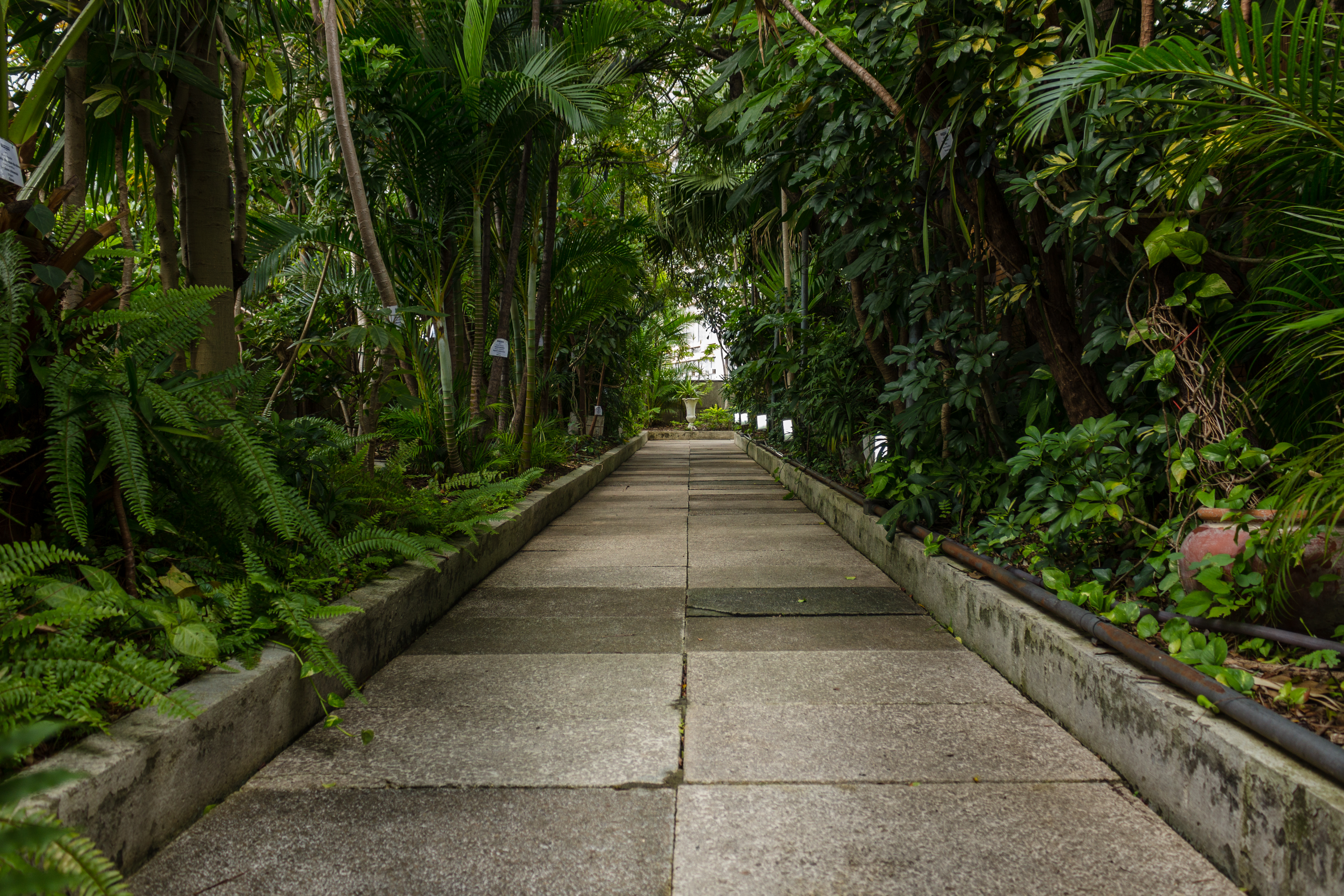